# Малаїта (провінція)
Малаї́та (англ. Malaita) — одна з найбільших провінцій (одиниця адміністративно-територіального поділу) Соломонових Островів. Назва походить від найбільшого острова — Малаїта. Є ще ряд дрібних островів, таких як Південна Малаїта, Сікаїана і Онтонг-Джава. Адміністративний центр і найбільше місто — Аукі, воно розташоване на острові Малаїта. Площа — 4225 км², населення 137 596 чоловік (2009).

## Населення
Головний острів населяють меланезійці, а Онтонг-Джава і Сікаїана полінезійці. Меланезійське населення Малаїти має унікальні культурні традиції, наприклад, викуп нареченої. Батьки нареченого як викуп зазвичай надають черепашки (як гроші) і їжу для батьків нареченої. Порушення культурних табу і звичаїв є культурною образою. Культура Малаїти закликає до обміну цінностями, щоб не допустити відчуження. Це називається fa abua або fa okae (компенсація). В Малаїті, а також у провінції Гуадалканал, у жовтні 2012 року почали використовувати корейський хангиль як писемність для місцевої племінної мови.